# Coenosia laricata
Coenosia laricata este o specie de muște din genul Coenosia, familia Muscidae, descrisă de Malloch în anul 1920.
Este endemică în Illinois. Conform Catalogue of Life specia Coenosia laricata nu are subspecii cunoscute.